# مؤید ادماوی
مؤید ادماوی (انگلیسی: Muaiad Admawi؛ زادهٔ ۲۳ آوریل ۱۹۹۲) بازیکن فوتبال اهل عربستان سعودی است.
از باشگاه‌هایی که در آن بازی کرده‌است می‌توان به باشگاه فوتبال الانصار عربستان سعودی و باشگاه فوتبال الوحده عربستان سعودی اشاره کرد.